# 紅海新雀鯛
紅海新雀鯛（學名：Neopomacentrus xanthurus），是輻鰭魚綱鱸形目雀鯛科新雀鯛屬的其中一種，分布於西印度洋沙烏地阿拉伯吉達至亞丁灣海域，深度1至15公尺，本魚體呈橢圓形且側扁，吻短且圓鈍，具頷齒，體被櫛鱗，尾鰭深叉形，上下葉延伸呈絲狀，體色銀灰色，背部顏色較深，尾部及背鰭軟條部後端黃色，胸鰭基部具一黑斑，背鰭硬棘13枚、背鰭軟條10-12枚、臀鰭硬棘2枚、臀鰭軟條10-11枚，體長可達6公分，棲息在珊瑚礁，成群活動，以浮游生物為食，繁殖期時成對出現，雄魚會守護卵直到孵化，生活習性不明。